# Kampen om Kvinden
Kampen om Kvinden er en dansk stumfilm fra 1917, der er instrueret af Hjalmar Davidsen efter manuskript af Irma Strakosch.

## Handling
Denne artikel mangler et handlingsreferat. Hjælp os med at skrive det.

## Medvirkende
- Johannes Ring - Professor Helms
- Johanne Krum-Hunderup - Professor Helms kone
- Johanne Fritz-Petersen - Alice, Helms' datter
- Gerhard Jessen - Felix Warming, Alices' forlovede
- Robert Schmidt - Hans Brandt, ingeniør
- Frederik Buch - Morten Lee, matros
- Ingeborg Bruhn Bertelsen - Kitty, stuepige hos professoren